# Saïd Ben Mustapha
Saïd Ben Mustapha (arabe : سعيد بن مصطفى), né le 28 juillet 1938 à Tunis et mort le 12 novembre 2024, est un homme politique et diplomate tunisien.

## Biographie
Né le 28 juillet 1938 à Tunis, licencié en sciences économiques et diplômé de l'Institut de hautes études internationales de Genève, Saïd Ben Mustapha arrive dès 1962 au ministère des Affaires étrangères.

### Carrière
D'abord chargé d'affaires à Tripoli en 1970, il est, dès 1975, attaché de cabinet auprès du ministre des Affaires étrangères. Consul général de Tunisie à Lyon puis à Palerme dès le 5 décembre 1979. Il est nommé ambassadeur à Beyrouth le 29 novembre 1982, alors que le pays est en pleine guerre civile. Ambassadeur à Amman le 17 août 1985, il devient haut représentant de la Tunisie à Tripoli le 18 juin 1988 puis secrétaire d'État auprès du ministre des Affaires étrangères chargé des affaires maghrébines le 1er novembre 1991 et enfin ambassadeur à Rome le 6 mai 1997,.
En décembre 1997, il est nommé ministre des Affaires étrangères, poste qu'il occupe durant un peu moins de deux ans. Le 23 décembre 1999, il est accrédité comme représentant permanent de la Tunisie auprès des Nations unies. Il est remplacé par Noureddine Mejdoub le 20 mars 2001 et prend alors sa retraite.

### Vie privée
Saïd Ben Mustapha est marié et père de trois enfants.

### Mort
Saïd Ben Mustapha meurt le 12 novembre 2024 à l’âge de 86 ans, puis est enterré le lendemain au cimetière du Djellaz.